# Демехи (станция)
Демехи (бел. Дземяхі) — железнодорожная станция в Речицком районе Гомельской области Белоруссии. В 0,7 км на север от деревни Демехи. Располагается на однопутной тепловозной линии Гомель — Лунинец между станциями Ребуса и Лиски. В границах станции находятся платформы Антополь и Ритм. Станция была открыта в 1886 году.

## Расписание движения
Поезда дальнего следования делают на станции техническую остановку, пассажирское движение осуществляется пригородными поездами, которые связывают Демехи с городами Гомель, Речица, Калинковичи и Хойники.
| Маршрут                     | Отправление | Маршрут                     | Отправление |
| --------------------------- | ----------- | --------------------------- | ----------- |
| Калинковичи - Гомель        | 5:40        | Гомель - Калинковичи        | 19:36       |
| Гомель - Калинковичи        | 8:44        | Калинковичи - Гомель        | 14:22       |
| Калинковичи - Гомель        | 9:06        | Гомель - Калинковичи        | 16:19       |
| Гомель - Калинковичи        | 10:35       |                             |             |
| Калинковичи - Гомель        | 11:34       | Гомель - Калинковичи        | 21:14       |
| Гомель - Василевичи/Хойники | 12:10       | Василевичи/Хойники - Гомель | 16:54       |
| Гомель - Калинковичи        | 15:21       | Калинковичи - Гомель        | 19:37       |